# 2010年里約熱內盧洪水和泥石流災害

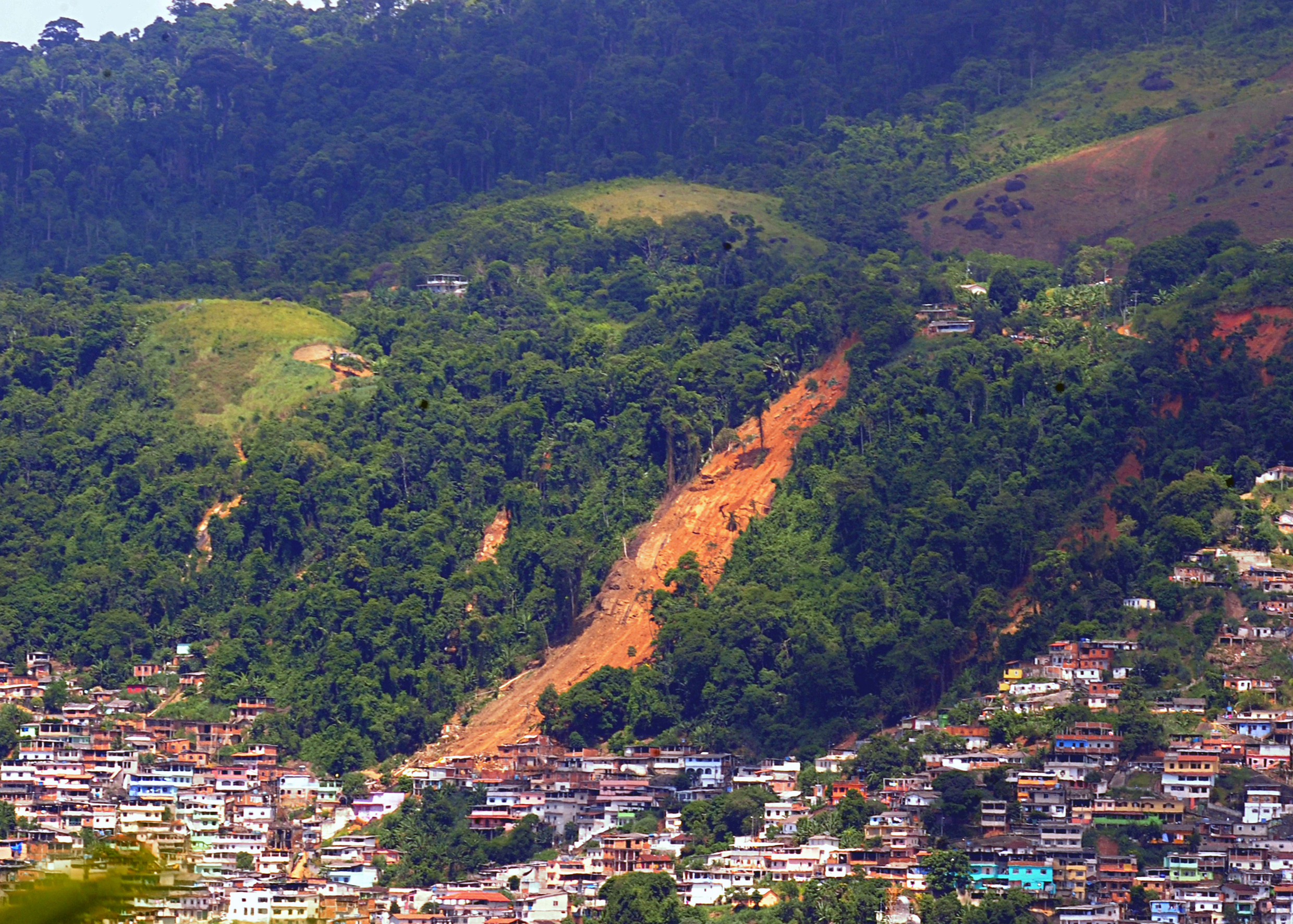

2010年里約熱內盧洪水和泥石流災害是一場在2010年1月發生於巴西里約熱內盧州的極端氣候事件，已造成至少85人罹難, 包含山崩壓垮桑基酒店建築物（Hotel Sankey）中的29人, 逾4000人被迫撤離家園。
受影響最嚴重的地區是里約熱內盧西南方約150公里（95英里）的安格拉多斯黑斯城市。而巴西唯一運轉中的核電廠，安格拉核電廠也位於受災區域，已暫時關閉。

## 延伸閱讀
- , BBC News, 2 January 2010  [2010-02-21], （原始内容存档于2019-09-07）.
- , BBC News, 31 December 2009  [2010-02-21], （原始内容存档于2020-01-22）.

## 外部連結
- In pictures: Brazil's mudslide tragedy（页面存档备份，存于）, picture gallery from BBC News